# 王玉英
王玉英（1946年9月—），汉族，中华人民共和国企业家、教授级高级政工师，第十一届全国政协委员。
1970年1月，加入中国共产党。同年7月，毕业于中国人民大学工业经济专业。毕业后进入燕山石化公司工作。1984年时，任燕化公司化工三厂党委书记。1993年6月，毕业于中国人民大学工商管理学院工业企业管理专业。
2000年，任燕山石化公司党委书记。2004年7月被评为北京市优秀党员领导干部。2006年3月，被中国女企业家协会评为“接触创业女性”，2007年央视国际“时代先锋”人物。2007年时，任北京燕山石油化工有限公司党委书记、副董事长。2008年，当选第十一届全国政协委员，代表中华全国妇女联合会，分入第二十组。并担任经济委员会专委。